# William Hill Brown
Pour les articles homonymes, voir Brown.
William Hill Brown, né à Boston en novembre 1765 et mort le 2 septembre 1793 à Murfreesboro (Caroline du Nord), est un écrivain américain considéré comme le premier romancier de l'histoire littéraire du pays grâce à la publication de son roman The Power of Sympathy en 1789.